# 隠し子
隠し子（かくしご）とは、正妻以外の女性に産ませた子供や、諸般の事情で世間にその存在を隠している子供のこと。

## 概要
隠し子は、親によって、何らかの事情で一般ないし特定人物から隠蔽された存在であり、その理由にも政治的な理由から相続に絡む問題、あるいは存在していることで命を狙われるなど、様々なものが歴史上に散見される。しばしば見られる理由としては正式な交際・結婚相手以外に産ませた非嫡出子で、世間体が悪いなど社会的な（悪影響に及ぶ）事情がある。
理由は前述の通り、様々であるが、その隠蔽方法も様々である。例えば、公には認めていないが戸籍上は認知し、子であることを認めているケースもあれば、当人らは親子であることを知っていながらあえて当事者同士で戸籍を隠すなどをして記録の上では子とは認めていないケース（無戸籍者）、また親の片方など当人からして知らなかったような場合も隠し子の範疇であるが、その一方では、生存しているが存在を認めず公にも出さない（座敷牢などに監禁する）など、人権・道徳の上で問題視される状態も含まれる。
古く権力が世襲制であった時代（封建制）には、権力者の子として生まれただけでも大変な権力を持ちえたが、こと権力者間の争いが絶えない場合には暗殺などの形で子が葬られないようにするための方策というプロットのフィクション作品（物語など）もあるが、「鉄仮面の男」のような実史上のミステリーとして存在が隠蔽されていた者も見られないではない。
一夫一婦制の根強い地域では、結婚相手との間以外に子をもうけると世間体が悪いなどの事情から隠されることもあるが、一夫一婦制以外の結婚制度を持つ地域ではやや事情が異なることが予測される。いずれにしても、隠されることで通常の家庭とは異なる状況での生活を強いられる可能性もある。
中国では、一人っ子政策により、子供を産んだことを隠す者がいる。都市部ではそれほどではないが、地方農村部などでは子供は貴重な労働力であり、加えて家督を継がせたいという理由から男児を望む傾向が根強い。このため、第一子に女児が生まれた場合などに誕生を隠して届け出ず、戸籍がない子供らが存在する問題も挙がっている。これらの子供は「黒孩子」と呼ばれ、教育も医療も受けられないという。